# نايجل دوغاتي
نايجل دوغاتي (بالإنجليزية: Nigel Doughty)‏ هو لاعب كرة قدم بريطاني، ولد في 10 يونيو 1957 في Newark-on-Trent ‏ في المملكة المتحدة، وتوفي في 4 فبراير 2012 في Skillington ‏ في المملكة المتحدة.